# Natternbach
Natternbach è un comune austriaco di 2 330 abitanti nel distretto di Grieskirchen, in Alta Austria; ha lo status di comune mercato (Marktgemeinde).